# Ivar Ragnarsson
Ivar Fără Os sau Ivar Ragnarsson(d. probabil 873) a fost un conducǎtor legendar al vikingilor danezi, fiu al lui Ragnar Lodbrok. Împreună cu frații săi a condus "Marea Armată Păgână", care a invadat în toamna anului 865 Anglia de est. În 867 el a învins armata regelui  Nothumbriei, Ælla al II-lea (ucigașul tatălui său), și l-a predat unei execuții chinuitoare; în același an supune Regatul Northumbriei cu capitala la York. În 870 el a ordonat asasinarea regelui Angliei de est, Edmund Martirul. Însemnǎtatea supranumelui Fǎrǎ Os, așa cum se aplicǎ pentru Ivar, este vorba de o deficiențǎ - aceasta ar însemna impotența, șchiopǎturǎ sau alte condiții patologice (de exemplu, osteogeneza imperfectǎ).

## Există multe teorii care înconjoară semnificația poreclei sale ciudate
O serie de saga se referă la el ca „fără os”. Legenda spune că, în ciuda faptului că Aslaug l-a avertizat pe Ragnar să aștepte trei nopți înainte de a-și consuma căsătoria pentru a împiedica fiul pe care l-au conceput să se nască fără oase, Ragnar fusese prea dornic. Unele povești spun că Ragnar a aflat de la un clar văzător că va avea mulți fii celebri. A devenit obsedat de această profeție care aproape a dus la un eveniment tragic când a încercat să-l omoare pe Ivar, dar nu s-a putut îndrepta. 
În realitate, „dezosat” s-ar putea referi la o afecțiune scheletică ereditară, cum ar fi osteogeneza imperfectă (boală osoasă fragilă) sau incapacitatea de a merge. Saga vikingilor descrie starea lui Ivar ca „doar cartilajul era acolo unde ar fi trebuit să fie osul”. Cu toate acestea, știm că avea o reputație de războinic înfricoșător.
În timp ce poemul „Httalykill inn forni” îl descrie pe Ivar ca fiind „fără niciun fel de oase”, s-a înregistrat, de asemenea, că statura lui Ivar însemna că i-a făcut pitici pe contemporanii săi și că era foarte puternic. Interesant este că și Gesta Danorum nu menționează că Ivar este dezosat.
Unele teorii sugerează că porecla era o metaforă a șarpelui - fratele său Sigurd era cunoscut sub numele de Șarpe-în-ochi, așa că „Dezosat” s-ar fi putut referi la flexibilitatea și agilitatea sa fizică. Se crede, de asemenea, că porecla ar putea fi chiar un eufemism pentru neputință, unele povestiri afirmând că nu avea „nici o poftă de dragoste în el”, deși unele relatări despre Ímar (presupuse aceeași persoană), îl documentează ca având copii.
Potrivit sagaselor nordice, Ivar este adesea descris ca conducându-i pe frații săi în luptă, în timp ce este purtat pe un scut, cu un arc. Deși acest lucru ar putea indica faptul că el ar fi fost șchiop, la vremea respectivă, conducătorii erau purtați uneori pe scuturile dușmanilor lor după victorie. Potrivit unor surse, acesta a fost echivalentul trimiterii unui deget mijlociu către partea învinsă.

## Avea o reputație sete de sânge
Ivar cel fără os era cunoscut pentru ferocitatea sa excepțională, remarcat drept „cel mai crud dintre războinicii nordici” de către cronicarul Adam din Bremen în jurul anului 1073.
Era reputat ca un „berserker” - un războinic viking care lupta într-o furie incontrolabilă, de tip transă (dând naștere cuvântului englezesc „berserk”). Numele derivă din reputația lor de a purta o haină (un „ serkr ” în limba norvegiană veche) făcută din pielea unui urs („ ber ”) în luptă.
Conform unor relatări, când vikingii l-au capturat pe regele Ælla, el a fost supus „vulturului de sânge” - o execuție cumplită prin tortură, ca răzbunare pentru ordinul său de a-l ucide pe tatăl lui Ivar într-o groapă de șarpe.
Vulturul de sânge însemna că coastele victimei au fost tăiate de coloana vertebrală și apoi rupte pentru a semăna cu aripile pătate de sânge. Plămânii au fost apoi scoși prin rănile din spatele victimei. Cu toate acestea, unele surse spun că o astfel de tortură a fost fictivă.

## Legǎturi externe
- Ivar the Boneless